# El Gordo de la Primitiva

El Gordo de la Primitiva (literar: cel gras al [loteriei] primitive, poate fi tradus cu cel mare), cunoscut în mod normal cu denumirea de El Gordo, este una din loteriile statale spaniole Loterías y Apuestas del Estado.
Cel mai mare premiu oferit în cadrul Loteriei spaniole de Crăciun (și în cazul altor loterii spaniole), este denumit și El Gordo.

## Cum se joacă
Biletele au două coloane, una numerotată de la 1 la 54 și cealaltă numerotată de la 0 la 9. Jucătorii trebuie să aleagă 5 numere din prima coloană și un număr cheie din a doua.
Biletele pot fi cumpărate de luni până sâmbătă din 11.000 de locații din Spania și costă €1.50 per variantă. 
Dacă se selectează între 6 și 11 numere din prima coloană, se pot face mai multe combinații cu același bilet (6 la 462). 

## Extragerea
Extragerile au loc în fiecare duminică la 13:00 GMT+1.
Sunt extrase 5 numere la întâmplare între 1-54 și un număr cheie între 0-9. Premiile sunt acordate celor ce au nimerit numerele. Primul premiu este dat pentru nimerirea tuturor numerelor (5+1), al doilea pentru 5+0, al treilea pentru 4+1, și tot așa până la 2+0, totalizând 8 categorii de numere. Biletele ale căror număr cheie se potrivește cu cel extras au dreptul la o rambursare a sumei jucate.
Un bilet poate avea mai multe combinații de numere, dar nu se poate câștiga mai mult de un premiu. 

## Premii
Din suma colectată T, statul păstrează 45%. Din restul de 55%, 10% este păstrat pentru rambursări, iar 45% este rezervat pentru acordarea premiilor (22% pentru prima categorie și 33% pentru restul premiilor). 
Pentru toate categoriile premiul este împărțit egal între biletele câștigătoare.
Prima categorie garantează minim cinci milioane de euro. În caz că nu se câștigă la categoria întâi, 50% din sumă (11% din T) este adăugată la premiul următoarei extrageri ceea ce duce de obicei la premiu bonus mari (doar la categoria întâi). 
Din suma rezervată pentru restul premiilor (33% din T) se plătesc cei ce au nimerit 2+0 premii (categoria a opta), fiecare primind o sumă fiză de 3 €. Suma rezultată R este distribuită precum urmează: 
- 33% din R pentru categoria 2 (5+0)
- 6% din R pentru categoria 3 (4+1)
- 7% din R pentru categoria 4 (4+0)
- 8% din R pentru categoria 5 (3+1)
- 26% din R pentru categoria 6 (3+0)
- 20% din R pentru categoria 7 (2+1)